# Beniel
Beniel település Spanyolországban, Murcia autonóm közösségben.   Lakosainak száma 11 535 fő (2024).

## Fekvése
Murcia és Orihuela között helyezkedik el.

## Népesség
A település népessége az elmúlt években az alábbi módon változott:
| Lakosok száma | 8470 | 9420 | 10 294 | 10 933 | 11 198 | 11 112 | 11 233 | 11 318 | 11 578 | 11 535 |
|               | 2001 | 2004 | 2007   | 2009   | 2012   | 2014   | 2017   | 2019   | 2022   | 2024   |